# Clavemeopodus aureosignatus
Clavemeopodus aureosignatus là một loài bọ cánh cứng trong họ Cerambycidae.